# تپه نوده لکوان ۳
تپه نوده لکوان ۳ مربوط به سده‌های میانه دوران‌های تاریخی پس از اسلام است و در شهرستان بوئین‌زهرا، روستای نوده لکوان واقع شده و این اثر در تاریخ ۱۲ بهمن ۱۳۸۱ با شمارهٔ ثبت ۷۳۰۲ به‌عنوان یکی از آثار ملی ایران به ثبت رسیده است.